# Odontria autumnalis
Odontria autumnalis är en skalbaggsart som beskrevs av Given 1952. Odontria autumnalis ingår i släktet Odontria och familjen Melolonthidae. Inga underarter finns listade i Catalogue of Life.